# 西宁铁路局
西宁铁路局是原中华人民共和国铁道部领导下的一个铁路局。

## 历史
1958年兰青铁路被列入国家重点项目建设计划，1958年5月13日举行开工典礼，五万多人投入施工。1958年8月1日至1961年11月，铁道部实施了铁路局下放地方，分省管理、省部共管、“工管合一”的体制改革，施工单位按照处级为单位归属铁路局管辖。为此，以正在建设兰青铁路的铁六局为基础，成立西宁铁路局。1959年9月23日，兰青铁路通车到西宁，一列由解放型蒸汽機車牵引，20节客货车厢混合编成的试运列车驶入西宁车站。1959年国庆节，在西宁举行了隆重的通车典礼。1961年1月铁道部撤销西宁铁路局，在陕西省咸阳市成立铁道部西北铁路工程局及铁道部西宁铁路分局。1961年10月铁道部西宁铁路分局改为兰州铁路局西宁办事处。